# Hegau-Bodensee-Klinikum

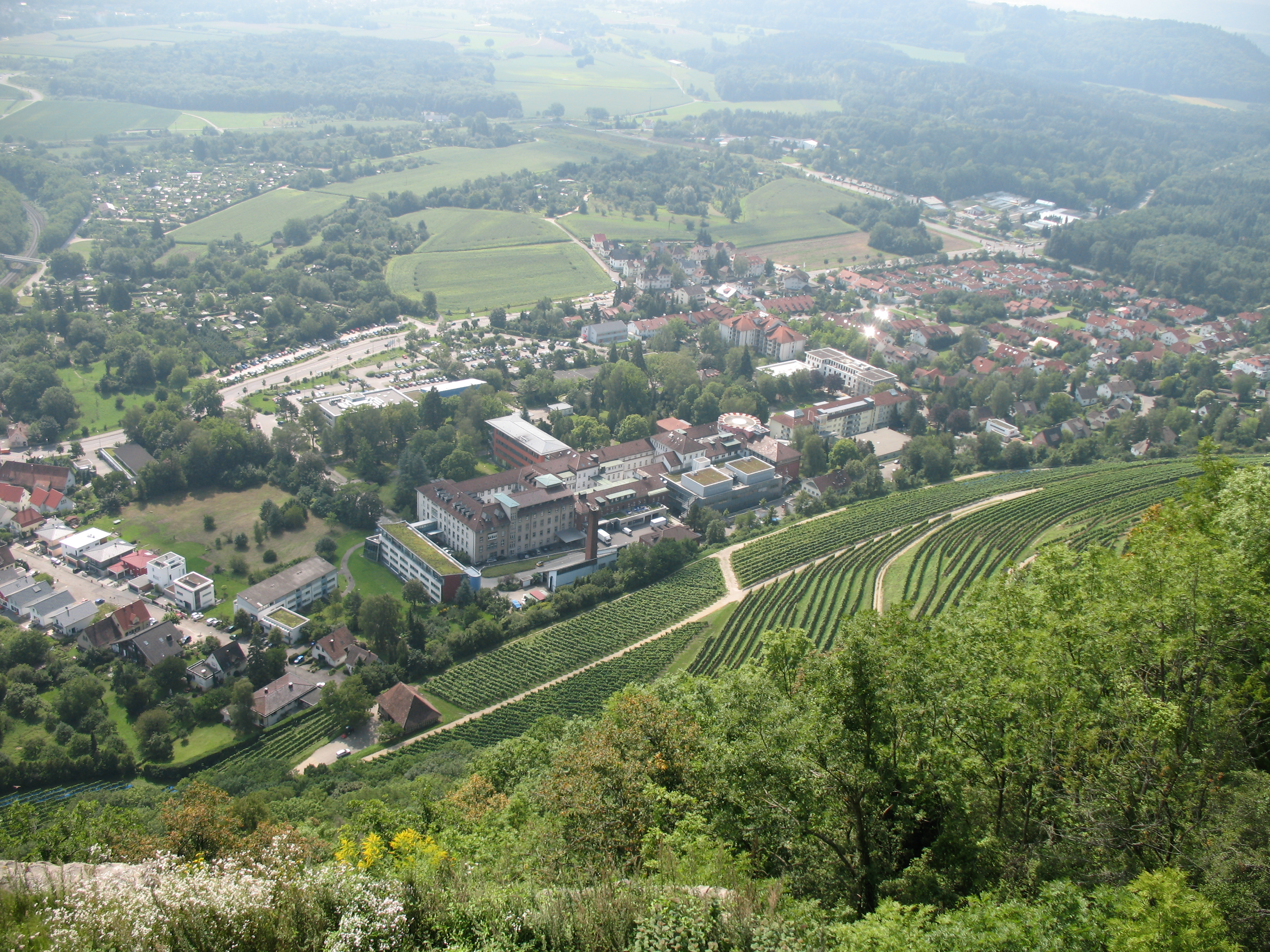
Klinikum Singen vom Hohentwiel

Das Hegau-Bodensee-Klinikum (HBK) ist ein Zusammenschluss der Krankenhäuser in Singen, Engen, Radolfzell und Stühlingen mit 676 Betten im Süden Baden-Württembergs. Leistungen der Zentralversorgung werden im HBK Singen angeboten, die drei anderen Häuser sichern die Grund- und Regelversorgung der örtlichen Bevölkerung.

## Geschichte
Das Städtische Krankenhaus Singen wurde 1995 in die Hegau-Klinikum GmbH umgewandelt. 1998 kam es zur Fusion mit dem Krankenhaus Engen und dem dortigen Senioren- und Pflegeheim. Im Jahr 1999 kam die Hegau-Jugendwerk GmbH dazu, ein neurologisches Fachkrankenhaus und Rehabilitationszentrum mit 202 Betten für Kinder, Jugendliche und junge Erwachsene in Gailingen am Hochrhein, in den gesellschaftsrechtlichen Verbund. Die Hochrheinklinik Bad Säckingen wurde 2003 Tochtergesellschaft. Sie ist eine Akut- und Rehabilitationseinrichtung für Gefäßerkrankungen und Diabetologie. Die Fusion mit dem Krankenhaus Radolfzell brachte eine Namensänderung. Die Gesellschaft wurde zur Hegau-Bodensee-Kliniken GmbH.
Im Jahr 2004 erfolgte die Namensänderung in Hegau-Bodensee-Hochrhein-Kliniken GmbH, da sich das Krankenhaus Loreto in Stühlingen und das Krankenhaus Bad Säckingen anschlossen. Außerdem kam die Seniorenpension Friedrichsheim in Gailingen hinzu. 2005 gehörte ein neues Tochterunternehmen zum Gesundheitsverbund, die Rehaklinik Sankt Marien in Bad Bellingen, die sich mit orthopädischen und internistischen Krankheitsbildern befasst. Das Hegau-Bodensee-Klinikum mit den Standorten Singen, Engen, Radolfzell und Stühlingen wurde gegründet. Alle Einrichtungen bildeten in der Gesamtheit den Gesundheitsverbund HBH-Kliniken.
Im Jahr 2012 schieden die Hochrhein-Eggberg-Klinik und das Krankenhaus in Bad Säckingen sowie die Rehaklinik St. Marien aus dem Gesundheitsverbund HBH-Kliniken aus. Wirtschaftliche Gründe erforderten den landkreisweiten Zusammenschluss mit dem Klinikum Konstanz und dem Vincentius Krankenhaus Konstanz. Zu diesem Zweck erfolgte im Dezember 2012 die Gründung der Holding Gesundheitsverbund Landkreis Konstanz gGmbH. Träger sind hier der Landkreis Konstanz (52 %), die gemeinnützige Fördergesellschaft Hegau-Bodensee-Klinikum mbH (24 %) und die gemeinnützige Spitalstiftung Konstanz mbH (24 %). Der Sitz der Holding ist in Singen. Aufsichtsratsvorsitzender ist der Konstanzer Landrat Zeno Danner.